# アマリア・フォン・ザクセン (1436-1501)

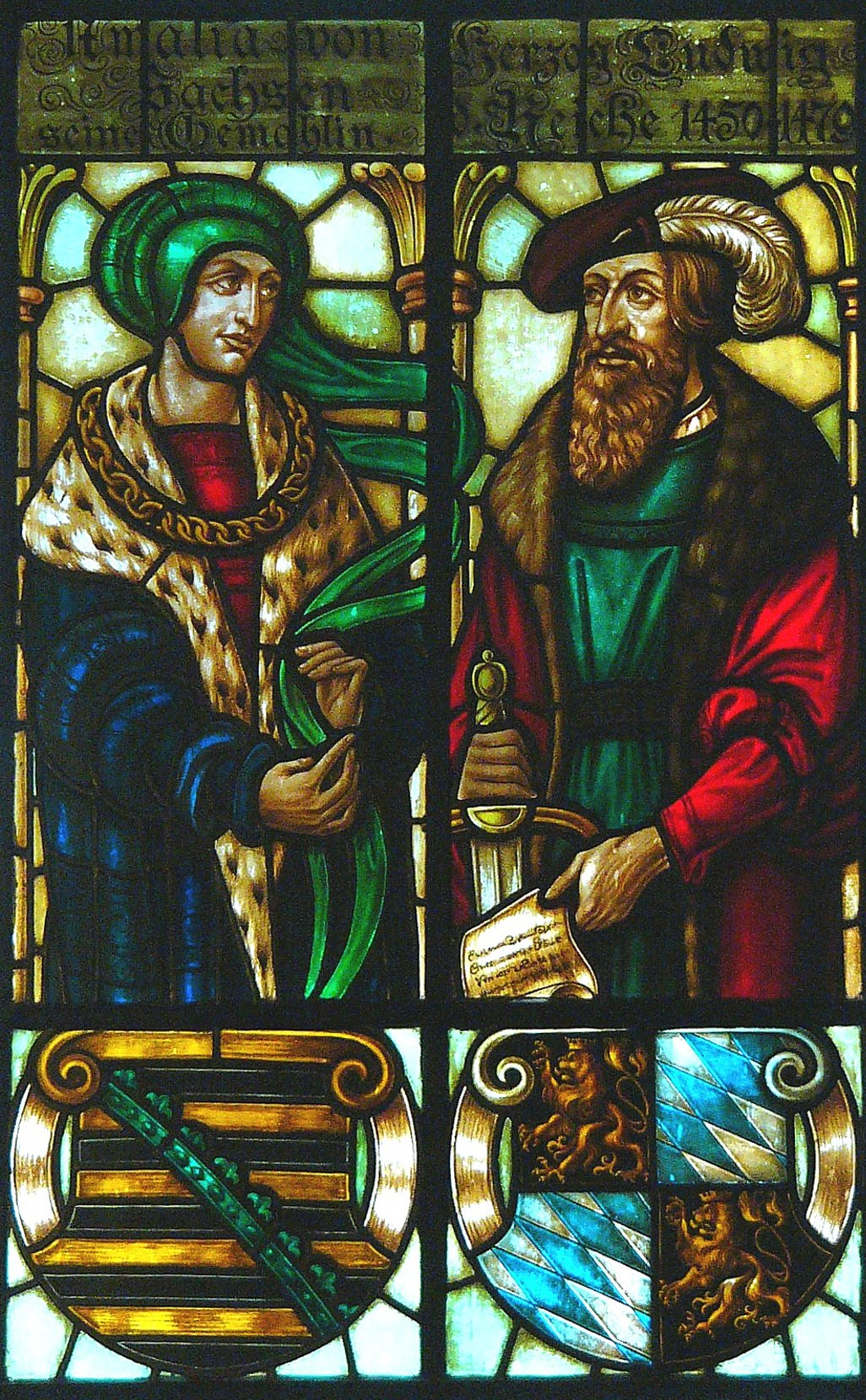
アマリアと夫ルートヴィヒ9世（ランツフート市庁舎の窓）

アマリア・フォン・ザクセン（ドイツ語：Amalia von Sachsen, 1436年4月4日 - 1501年11月19日）は、下バイエルン＝ランツフート公ルートヴィヒ9世の妃。

## 生涯
アマリアは、ザクセン選帝侯フリードリヒ2世（1412年 - 1464年）とオーストリア公エルンストの娘マルガレータ（1416/7年 - 1486年）との間に長子として生まれた。
アマリアは1452年3月21日にランツフートにおいて下バイエルン＝ランツフート公ルートヴィヒ9世（1417年 - 1479年）と結婚した。後の息子の結婚式と同様に、この結婚式には22,000人の客が招待され、盛大に祝われた。1451年から1452年にかけて、トラウスニッツ城の西棟にある女性専用の部屋が、花嫁と女官のための居所として拡張された。1463年、アマリアは夫からブルクハウゼン城を居城として与えられ、そのために広範かつ厳格な宮廷規則も制定された。アマリアはブルクハウゼンの聖霊教会の創建者の一人とみなされている。
夫の死後、アマリアはバイエルンを離れた。アマリアは寡婦財産として、息子から毎年800ライン金ギルダーを受け取った。また、アマリアは兄弟からロホリッツの町およびロホリッツ城を譲り受け、そこに居を構え、城の礼拝堂を再建させた。アマリアの非常に貴重な遺物のコレクションもそこに保管されていた。アマリアの在世中、ロホリッツに新しい聖ペテロ教会が建てられた。ロホリッツにおいてアマリアが建設を行った期間は、城から宮殿への複合化の転換期であり、町はアマリアの下で繁栄を迎えた。
アマリアはマイセン大聖堂に埋葬された。

## 子女
ルートヴィヒ9世との間に以下の子女が生まれた。
- エリーザベト（1453年 - 1457年）
- ゲオルク（1455年 - 1503年） - バイエルン公
- マルガレーテ（1456年 - 1501年） - プファルツ選帝侯フィリップと結婚
- アンナ（1462年）